# Liste der Municipios im Departamento del Chocó
Das Departamento del Chocó besteht aus 30 Gemeinden (Municipios). Diese untergliedern sich in einen Gemeindekern (Cabecera Municipal) und dem Umland (Resto Rural). Das Umland wiederum wird weiter unterteilt in sogenannte Polizeiinspektionen (Inspecciones de Policía Municipal), kleinere Ämter (Corregimientos), Siedlungszentren (Centros Poblados) und Gehöfte (Caseríos). Im Folgenden verzeichnet sind die Gemeinden mit ihrer Gesamteinwohnerzahl aus der Volkszählung des kolumbianischen Statistikamtes DANE aus dem Jahr 2018, hochgerechnet für das Jahr 2022.
| Gemeinde                | Einwohnerzahl 2022 |
| ----------------------- | ------------------ |
| Acandí                  | 14.385             |
| Alto Baudó              | 28.751             |
| Atrato                  | 6.308              |
| Bagadó                  | 11.444             |
| Bahía Solano            | 10.443             |
| Bajo Baudó              | 30.959             |
| Bojayá                  | 12.326             |
| Carmen del Darién       | 19.825             |
| Cértegui                | 5.853              |
| Condoto                 | 12.565             |
| El Cantón del San Pablo | 6.388              |
| El Carmen de Atrato     | 8.343              |
| El Litoral del San Juan | 23.260             |
| Istmina                 | 31.298             |
| Juradó                  | 6.952              |
| Lloró                   | 10.071             |
| Medio Atrato            | 11.107             |
| Medio Baudó             | 15.937             |
| Medio San Juan          | 11.001             |
| Nóvita                  | 9.250              |
| Nuquí                   | 16.911             |
| Quibdó                  | 132.918            |
| Río Iró                 | 5.682              |
| Río Quito               | 8.585              |
| Riosucio                | 56.126             |
| San José del Palmar     | 5.040              |
| Sipí                    | 3.271              |
| Tadó                    | 18.199             |
| Unguía                  | 13.027             |
| Unión Panamericana      | 7.095              |